# Christiaan Engelenberg
Christiaan Hendrik Adolf Arend Engelenberg (Kampen, 1 april 1843 - Kampen, 27 februari 1910) was een Nederlandse politicus.
Engelenberg was een zoon van C.H.A. Engelenberg en Julia Catharina Euphemia Stulen. Van 1877 tot 1895 was hij notaris in Meppel. Op 10 april 1880 volgde hij zijn vader op als burgemeester van de drie gemeenten IJsselmuiden, Wilsum en Grafhorst. Tevens werd hij burgemeester van de gemeente Westerbork. Van 1883 tot 1895 was hij lid van de Provinciale Staten van Overijssel. Per 1 augustus 1889 trad hij af als burgemeester van IJsselmuiden, Wilsum en Grafhorst wegens zijn benoeming tot lid van Gedeputeerde Staten van deze provincie (1889-1895).
Engelenberg was getrouwd met Theodora Elisabeth Bowier. Ze hadden geen kinderen. Engelenberg overleed in februari 1910, 66 jaar oud. Hij werd begraven in het familiegraf op de begraafplaats "De Zandberg" in IJsselmuiden.
Engelenberg liet 200.000 gulden na om in Kampen een nieuw Stadsziekenhuis te bouwen. Het gebouw, ontworpen door de architect Willem Kromhout, werd geopend in 1916. Het nieuwe ziekenhuis had 108 bedden en had uiteindelijk 350.000 gulden gekost.
In Kampen zijn een plantsoen (Engelenbergplantsoen), een straat en een basisschool naar Engelenberg genoemd.